# 桜井昌一
桜井 昌一（さくらい しょういち、1933年3月11日 - 2003年4月4日）は、大阪府出身の漫画家、出版社経営者。本名：辰巳義興。別ペンネームに宮新司など。
漫画家の辰巳ヨシヒロは弟。

## 経歴
国民学校2年生頃から漫画に興味を持ち始める。太平洋戦争の激化に伴って大阪市東門町から大阪府箕面へ、次いで豊中市蛍池に疎開。
戦後は『漫画少年』に四コマ漫画を投稿し入選していたが、結核で国立刀根山病院に入院し1950年から1953年まで闘病生活を送る。結核はその後、ストレプトマイシンが認可されたことで完治する。
写真工芸社勤務を経て1955年、日の丸文庫にて長編漫画『やまびこ学校』で漫画家デビューを果たす。
漫画家デビューにあたって既に活躍してた弟・辰巳ヨシヒロと名字が被るため、桜井昌一というペンネームは日の丸文庫の社長山田秀三が強引に名付けた。なお少年時代はオキちゃんとのあだ名で呼ばれていた。
読書家であった桜井は、デビュー間もない松本清張やミッキー・スピレインの作品を弟を始めとした漫画家仲間に紹介するなどして、強烈なキャラクターを軸とした劇画の形成に影響を与える。1959年には辰巳ヨシヒロやさいとう・たかをらと「劇画工房」を結成した。劇画工房解散後、漫画家として行き詰まり、1962年に廃業。編集者に転身し劇画家仲間の佐藤まさあきと2人で出版社「佐藤プロダクション」を設立。佐藤や水木しげる、平田弘史の描き下ろし単行本を手がけた。その後、佐藤から無利子の資金を借り、自らの出版社「東考社」を東京都文京区白山の辰巳ヨシヒロ宅に創業（のち東京都国分寺市を経て、埼玉県毛呂山町に移転）。印刷設備を自宅に揃え、水木しげるの貸本版『悪魔くん』など、200点以上の貸本漫画を刊行した。
貸本業界が崩壊すると「桜井文庫」を創刊し文庫本形式のインディーズ出版を行い、水木しげるや辰巳ヨシヒロなどの作品を多数出版。また、漫画評論も行い、石子順造らが刊行していた評論誌『漫画主義』等に評論を発表した。
1980年代末に病に倒れる。長い闘病生活の後、2003年死去。

## 人物
水木しげる作品に登場する「サラリーマン山田」のモデルとして知られている。桜井自身も水木の自伝漫画に貸本出版社の編集者としてしばしば登場する。
2010年の連続テレビ小説『ゲゲゲの女房』に登場する戌井慎二（演：梶原善）のモデルも桜井である。梶原は年配のキャラに造形されているが、桜井は水木より10歳以上若かった。

## 作品

### 貸本漫画
- やまびこ先生（日の丸文庫）（B6判ハードカバー・単行本）
- 気狂画家（日の丸文庫）（B6判ハードカバー・単行本）
- そば屋三四郎（日の丸文庫）（B6判ハードカバー・単行本）
- 追跡21番街（日の丸文庫）（B6判ハードカバー・単行本）
- 仮面の街（日の丸文庫）（B6判ハードカバー・単行本）

### 著書
- ぼくは劇画の仕掛け人だった（エイプリル・ミュージック、1978年）ASIN B000J8HEN4

### その他
- 完全復刻版 影・街（石川フミヤス、草川秀男、久呂田まさみ、さいとう・たかを、桜井昌一、佐藤まさあき、高橋真琴、辰巳ヨシヒロ、松本正彦）